# Sansculottes

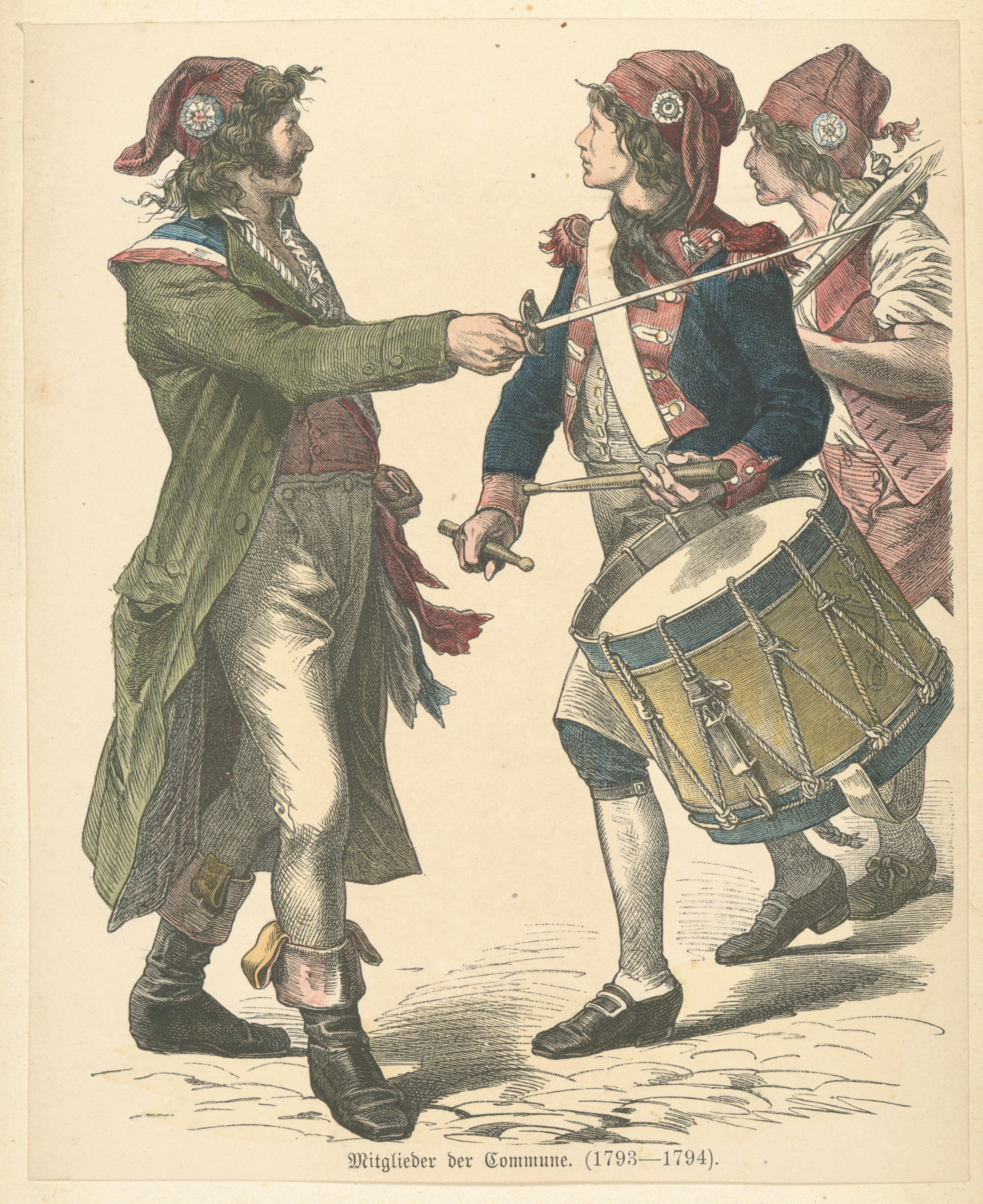
Mitglieder der Kommune. Kolorierter Stich aus dem Jahr 1912. Zu sehen sind Männer mit Kokarden, in Jakobinermützen und links in langen Hosen („ohne Culotte“) bzw. rechts mit Kniebundhosen.

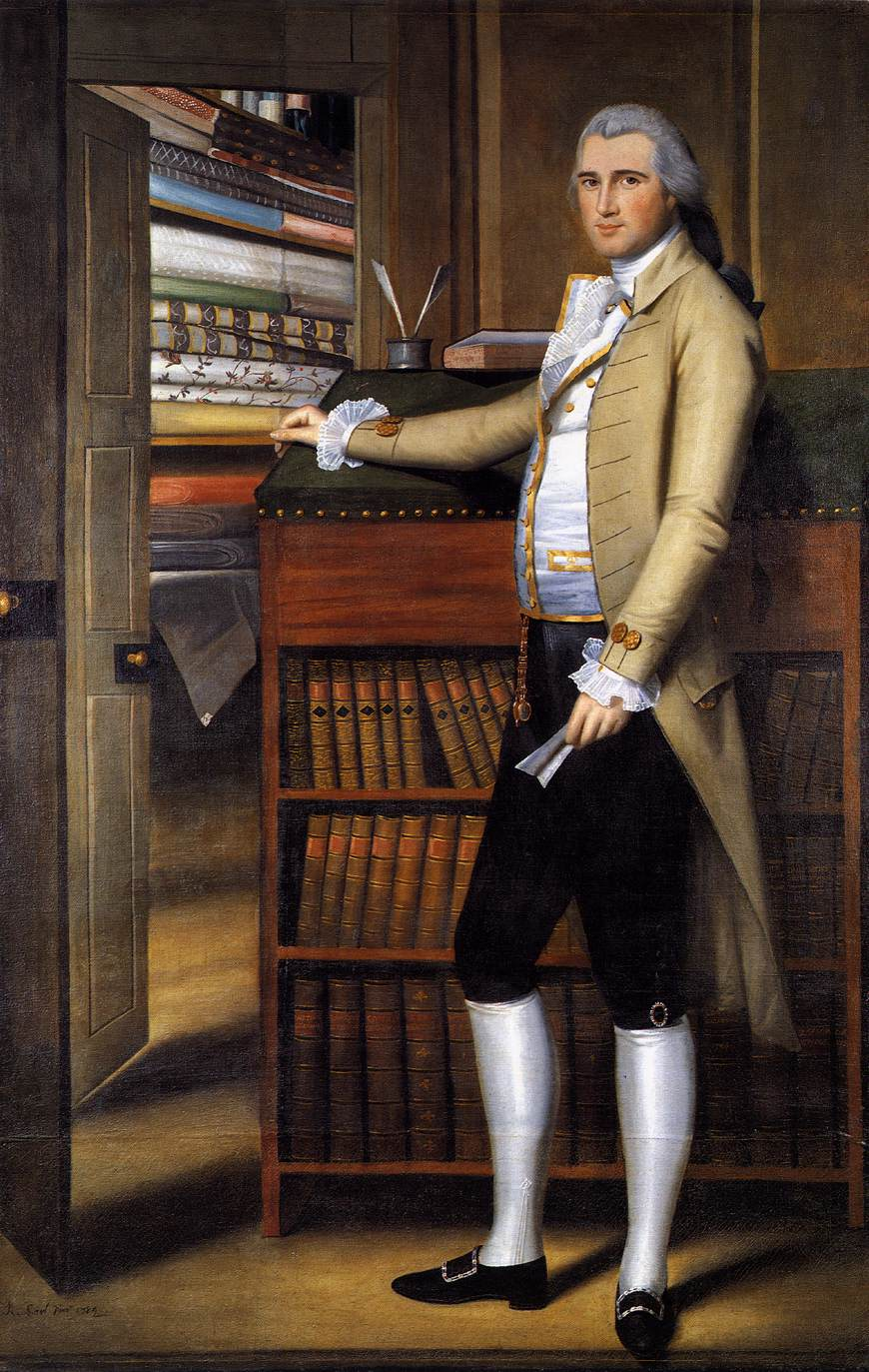
Zum Vergleich eine Kniebundhose oder Culotte (Elijah Boardman auf einem Gemälde von Ralph Earl, 1789)

Als Sansculottes (auch deutsch Sansculotten, von französisch ohne Kniebundhose, Culotte) wurden in der Zeit der Französischen Revolution (1789–1799) die Pariser Arbeiter und Kleinbürger bezeichnet, die im Gegensatz zu den von Adligen getragenen Kniebundhosen oftmals lange Hosen trugen. Die Sansculottes wurden politisch einflussreich, weil sie die Jakobiner unterstützten, allerdings verfolgten sie unterschiedliche politische Ziele.

## Politische Bedeutung
Sansculotte war zunächst ein Spottbild, entwickelte sich aber schnell zur gebräuchlichen Bezeichnung für die revoltierenden Frühproletarier, die in das Revolutionsgeschehen eingriffen. Oft erkannte man die Sansculottes auch an der Jakobinermütze (einer phrygischen Mütze) und der gegenseitigen Anrede mit Citoyen – „Bürger“ statt wie bisher mit Monsieur – „mein Herr“.
Während der Jahre der Revolution etablierten sich die Sansculottes schnell als feste Größe. Sie bestanden vor allem aus Kleinbürgern und Arbeitern und vertraten die eigentliche Volksherrschaft.
Politisch organisiert waren sie in den Sektionen von Paris und im Gemeinderat der Stadt Paris. Von hier aus wurden immer wieder Volksaufstände organisiert, z. B. der Aufstand der Pariser Sansculotten vom 31. Mai bis zum 2. Juni 1793.
In der Zeit der Terrorherrschaft 1793/94 unterstützten die Sansculotten die Jakobiner, weil sie hier ihre Forderungen nach sozialer Gerechtigkeit verwirklicht sahen. Die Jakobiner hatten Höchstpreise für Lebensmittel festgesetzt, um während des Ersten Koalitionskrieges die Versorgung der Armee und der Bevölkerung zu sichern. Damit war auch für die Sansculottes der Lebensunterhalt gesichert. Außerdem sah die Verfassung des Jahres 1793, die allerdings nie umgesetzt wurde, eine staatliche Unterstützung für Arme und ein staatliches Schulwesen vor, was elementare Interessen dieser Unterschichten betraf.
Andererseits wurde während der Terrorherrschaft auch die politische Tätigkeit in den Sektionen eingeschränkt. Als im Sommer 1794 auch Höchstlöhne eingeführt wurden, trennten sich die Wege von Jakobinern und Sansculotten. Beim Sturz Robespierres am 9. Thermidor schickten nur wenige Sektionen ihre Kämpfer, um die Jakobinerherrschaft zu retten. So kam es zum Ende der Terrorherrschaft, gleichzeitig verloren aber auch die Sansculottes ihren politischen Einfluss.
In den Aufständen während des Germinal und im Prairialaufstand 1795 forderten die Sansculottes erneut Brot und die Verfassung des Jahres 1793.

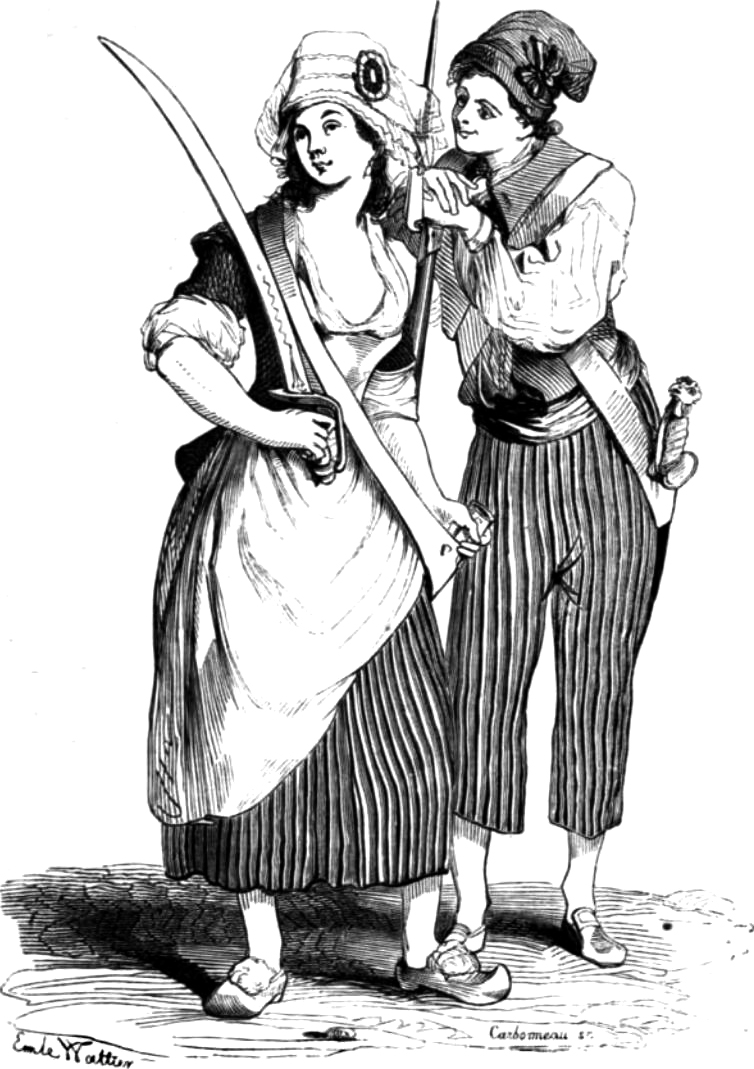
Bewaffnete Sansculottes

## Sansculottiden
Mit einem Dekret vom 5. Oktober 1793 wurden die 5 bzw. 6 Ergänzungstage im Republikanischen Kalender nach den Sansculottes benannt, die Sansculottiden. Sie lagen jährlich in etwa zwischen dem 17. und 23. September.